# Бейне, Август-Карл Андреевич
А́вгуст-Карл Андре́евич Бе́йне (около 1811–1816, Санкт-Петербург — 5 [17] ноября 1858, там же) — русский архитектор немецкого происхождения, последователь эклектической «неоготики» в петербургском зодчестве николаевской эпохи, акварелист; ученик Александра Брюллова, близкий знакомый Александра Ива́нова и Николая Гоголя. Академик (с 1852) и профессор (с 1857) Императорской Академии художеств.

## Биография
Отец Бейне был приглашён в Россию (1807) во вновь устроенный Ижевский оружейный завод мастером иностранного замочного дела. Младший Бейне получил начальное образование в Петришуле. Не принятый в Императорскую Академию художеств по возрасту, посещал её в качестве постороннего ученика (с 1829) и выказал значительные успехи. Во время обучения в Академии получал награды: малая серебряная медаль (1834), большая серебряная (1835), малая золотая (1836) за исполнение программы «Сочинить проект училища правоведения», большая серебряная (1838) за акварельный пейзаж с натуры. Получил большую золотую медаль (1839) за программу «Проект казармы гвардейского полка». Получил звание классного художника (1839). Был оставлен при Академии, где в течение двух лет (1839—1841) преподавал в случаях отсутствия профессора архитектуры К. А. Тона. Состоял помощником архитектора А. П. Брюллова при перестройке в Зимнем дворце столовой в помпейском вкусе (1836—1840).
Перешёл в русское подданство (1840). Был командирован за границу для усовершенствования по архитектуре (1841—1849). За границей изучал архитектуру главным образом в Италии, кроме того посетил Испанию, Францию, Германию и Англию. Совершил путешествие в Сирию и Египет (1847), где осматривал развалины храмов Бальбека, Дамаска, Иерусалима и Каира. Гостя у патриарха иерусалимского, Бейне снял для него планы Вифлеемского собора и примыкающих к нему монастырей. Когда оканчивался срок командировки, Бейне получил заказ (по повелению Николая I) — сделать рисунок плафонов в Палаццо Веккьо, и вследствие этого, а также для поправления здоровья срок его командировки был продолжен на год. После возвращения в Россию (1849) за представленные им рисунки и этюды Бейне получил звание академика, а от императора — большой бриллиантовый перстень. Вновь был командирован за границу (1850—1852) для срисовки плафона и участвовал в устройстве русского отдела лондонской всемирной выставки, за что получил бронзовую медаль, серебряную вазу в подарок и письмо от принца Альберта.
В апреле 1852 года, возвратившись в Россию, был причислен архитектором к Кабинету Его Величества. Был определён исправляющим должность профессора перспективы при Императорской Академии художеств (1855). После смерти профессора К. А. Тона (1857)[прояснить], был назначен на его место (13 декабря). Получил серебряную медаль за возобновление Зимнего дворца и бронзовую медаль в память Крымской войны.
Похоронен на Смоленском лютеранском кладбище (уч. 13).